# 孔达 (洛特省)
孔达（法語：Condat）是法国洛特省的一个市镇，属于古尔东区（Gourdon）韦拉克县（Vayrac）。该市镇总面积6.12平方公里，2009年时的人口为427人。

## 人口
孔达人口变化图示